# Стејплс (Минесота)
Стејплс (енгл. Staples) град је у америчкој савезној држави Минесота.

## Демографија
По попису из 2010. године број становника је 2.981, што је 123 (-4,0%) становника мање него 2000. године.
| Група             | 2000.         | 2010.         |
| Белци             | 2.988 (96,3%) | 2.825 (94,8%) |
| Афроамериканци    | 8 (0,3%)      | 14 (0,5%)     |
| Азијати           | 11 (0,4%)     | 22 (0,7%)     |
| Хиспаноамериканци | 46 (1,5%)     | 44 (1,5%)     |
| Укупно            | 3.104         | 2.981         |